# Любов і голуби
«Любо́в і голуби́» (рос. «Любовь и голуби») — російський радянський художній фільм Володимира Меньшова в жанрі «лубочна комедія» за однойменною повістю Володимира Гуркіна.

## Сюжет
Василь Кузякін (Олександр Михайлов) все життя прожив у селищі зі своєю сім'єю: дружиною Надією (Ніна Дорошина) і трьома дітьми. Улюблене захоплення Василя — розведення голубів. Дружина Василя вкрай ревниво ставиться до захоплення свого чоловіка.
Після виробничої травми Василь отримує путівку в південний санаторій, де знайомиться з робітницею відділу кадрів зі свого ж підприємства, Раїсою Захарівною (Людмила Гурченко). Просте, на перший погляд, знайомство переростає в бурхливий роман.
Через деякий час до Наді, збожеволілої від горя приїздить розлучниця і намагається «налагодити відносини». Надія виганяє її з дому зі скандалом. Після розмови про цю подію, Василь розуміє, що його все сильніше тягне до сім'ї.
Повернутися до сім'ї, почавши все спочатку виявляється дуже непросто.
Фільм має щасливий кінець: Вася і Надя знову люблять один одного та готуються вчетверте стати батьками, старший син Льоня йде в армію, дядько Митя мириться з бабою Шурою, а голуб, пущений в небо Надею і Васею, знаходить свою голубку.

## У ролях
- Олександр Михайлов — Василь Кузякин
- Ніна Дорошина — Надія Кузякіна
- Людмила Гурченко — Раїса Захарівна
- Яніна Лісовська — Люда
- Ігор Лях — Льоня
- Лада Сизоненко — Оля
- Наталія Тенякова — баба Шура
- Сергій Юрський — дядько Митя
- Володимир Меньшов — провідний кадрилі

## Знімальна група
- Автор сценарію: Володимир Гуркін
- Режисер: Володимир Меньшов
- Оператор-постановник: Юрій Невський
- Художник-постановник: Фелікс Ясюкевіч
- Композитор: Валентин Левашов
- Текст пісень: Едуард Успенський
- Звукорежисер: Раїса Маргачева
- Монтаж: Р. Песецький
- Художник-гример: Е. Євсєєва
- Костюми: Наталія Монева
- Звукооператор: Ельдар Шахверді

## Нагороди
- Премія «Золота тура» на Міжнародному кінофестивалі комедій в Торремоліносі в 1985 році.
- Кінонагороди MTV Росія в 2009 році, номінація «Найкращий Радянський фільм».

## Цікаві факти
- В одній зі сцен Люда дивиться по телевізору попередню режисерську роботу Володимира Меньшова — кінофільм «Москва сльозам не вірить». Аналогічно, головні герої наступної картини Меньшова «Заздрість богів» потрапляють до кінотеатру на «Любов і голуби».
- Синя краватка з'являється в гардеробі Василя в сцені в тренувальній залі, яка передує сцені на ринку, в якій Василь, за порадою Раїси Захарівни, купує саме цю краватку.
- В сцені зустрічі Наді і Васі біля старого порома, на голові Наді пов'язана квітчаста хустка. У різних кадрах хустку зав'язано на різні боки.